# Maria Elisabet Öberg
Maria Elisabet Öberg, född 1734, död 1808, var en finländsk vävare och textilhantverkare. Hon var 1757–1766 ansvarig för ett väveri, där hon blev känd för den höga kvalitet på den behandling av lin hon lärde ut till sina elever. Hon betraktas som en pionjär inom textilindustrin.